# Hanswurst

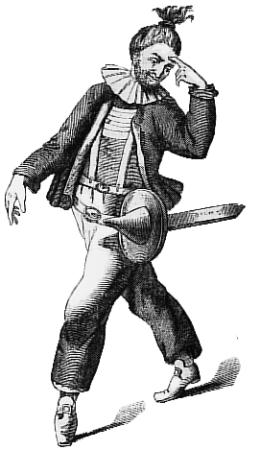
Stranitzky mascherato da Hanswurst

Hanswurst, detto anche Hans wurst, (in italiano Gian Salsiccia), è un personaggio comico del teatro popolare tedesco, protagonista di molte farse carnevalesche del XVI secolo.

## Storia
Come figura popolare contadina l'Hanswurst viene introdotta in pezzi del teatro di fiera e itinerante. Il nome compare per la prima volta in una versione in medio basso tedesco de La nave dei folli di Sebastian Brant (1519) (mentre nella versione originale veniva utilizzato il nome Hans Myst).
Hanswurst era in uso anche come parola ridicola di scherno. Martin Lutero la utilizzò nel 1530 nel Vermahnung an die Geistlichen, versammelt auf dem Reichstag zu Augsburg e scrisse nel 1541 il documento polemico Wider Hans Worst. Nel sedicesimo e nel diciassettesimo secolo si incontrano occasionalmente questi nomi figurativi negli spettacoli carnevaleschi e nelle commedie.

## Nel diciottesimo secolo
Il medico itinerante e reggente del teatro Kärntnertor a Vienna dal 1712, Josef Anton Stranitzky, fece concorrenza alla compagnia della commedia dell'arte e sviluppò l'Hanswurst come figura comica tedesca, facendo così nascere il genere del teatro popolare tardo-viennese. L'Hans Wurst di Stranitzky portava il costume di un contadino salisburghese (Lungauer Sauschneider), aveva un cappello con tesa larga e un bastone di Arlecchino: parlava inoltre con uno spiccato accento viennese.

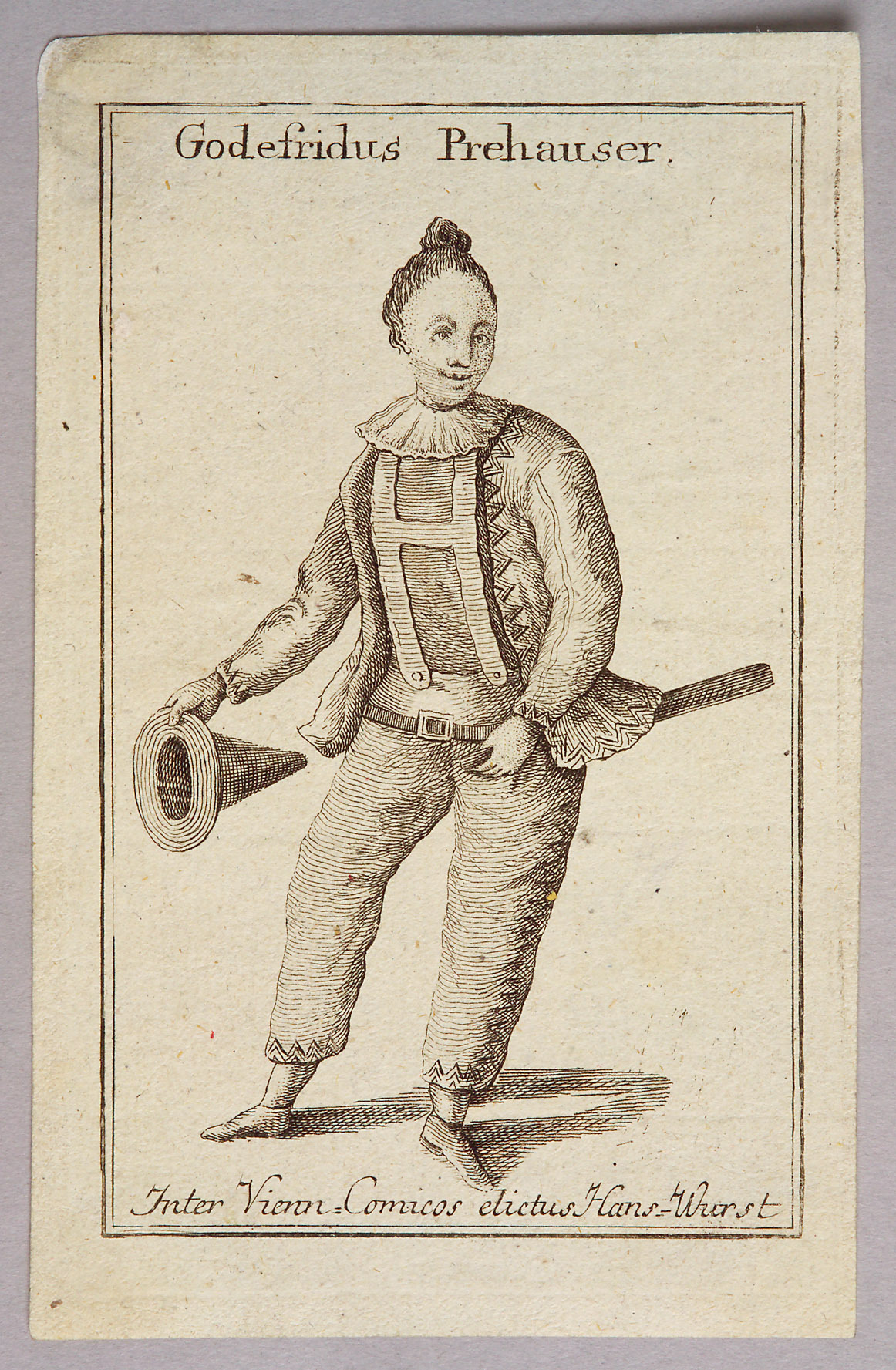
Gottfried Prehauser nei panni del personaggio

Nella disputa dell'Hans Wurst dagli anni 1730, l'accademico Johann Christoph Gottsched insieme all'attrice Friederike Caroline Neuber cercò di bandire l'Hans Wurst dalla scena in lingua tedesca per migliorare la qualità delle commedie e soprattutto per innalzarne lo stato sociale. Questo portò a uno scontro soprattutto a Vienna. Anche Caroline Neuber non poté, come reggente di una compagnia teatrale, rinunciare del tutto all'Hans Wurst a causa di problemi economici. I detrattori del personaggio come Johann Friedrich Schoenemann in Germania erano tuttavia un tipo di precursori del Teatro storico tedesco di città.
L'ultimo significativo Hans Wurst fu Franz Schuch, morto nel 1763, il quale avvicinò ancora di più il personaggio all'Arlecchino italiano. Nel tardo diciottesimo secolo l'Hans Wurst passò di moda e fu per lo più integrato nel teatro dei burattini. Figure comiche come Kasperl o Staberl lo sostituirono per un decennio. Su indicazione di Josef con Sonnenfels, dopo la Rivoluzione francese (Promemoria für die Richtlinien der künftigen Theaterzensur, 1790) l'imperatore Giuseppe II con un manifesto vietò le commedie improvvisate e gli spettacoli dell'Hans Wurst buffoneschi, introducendo la censura a teatro. Dalla paura delle autorità di agitazione politica la commedia buffonesca passò a un teatro stabile letterario ("le rappresentazioni regolari") rispettivamente nella pantomima muta. Ludwig Tieck fece comparire ancora l'Hans Wurst nella commedia Der gestiefelte Kater elaborata nel 1797. Per l'occasione la Ausstellung für Musik - und Theaterwesen di Vienna nel 1892 diede all'Hans Wurst una seconda rinascita con l'attore Ludwig Gottsleben.
Nei secoli seguenti, specialmente nella tradizione comica popolaresca viennese, il personaggio si arricchì di tratti esteriori, dietro influenze diverse, confondendosi talvolta con l'Arlecchino della commedia dell'arte, o con Kasperl.

### Età contemporanea
Nel film tedesco I commedianti di Georg Wilhelm Pabst, uscito nel 1941, impregnato di ideologie del periodo bellico, lo storico Gotthold Ephraim Lessing, in qualità di poeta tedesco nazionalista, lanciava una vincente campagna contro il personaggio, stigmatizzato per la sua volgarità. Tuttavia, si tratta di una deformazione ideologica del reale atteggiamento di Lessing, che nella Hamburgischen Dramaturgie (1767-1769) si era pronunciato in favore di Hans Wurst.
Nel novembre del 2013, una compagnia teatrale di Udine, I teatranti clandestini, ha messo in scena Hanswurst, le donne, il re e... il caprone, uno spettacolo liberamente tratto dalla commedia popolare viennese Der grossmüthige überwinder seiner selbst di Josef Anton Stranitzky; commedia in 3 atti, è stata proposta in una traduzione che combina l'italiano con la lingua friulana e il dialetto udinese.